# Casas de dragones

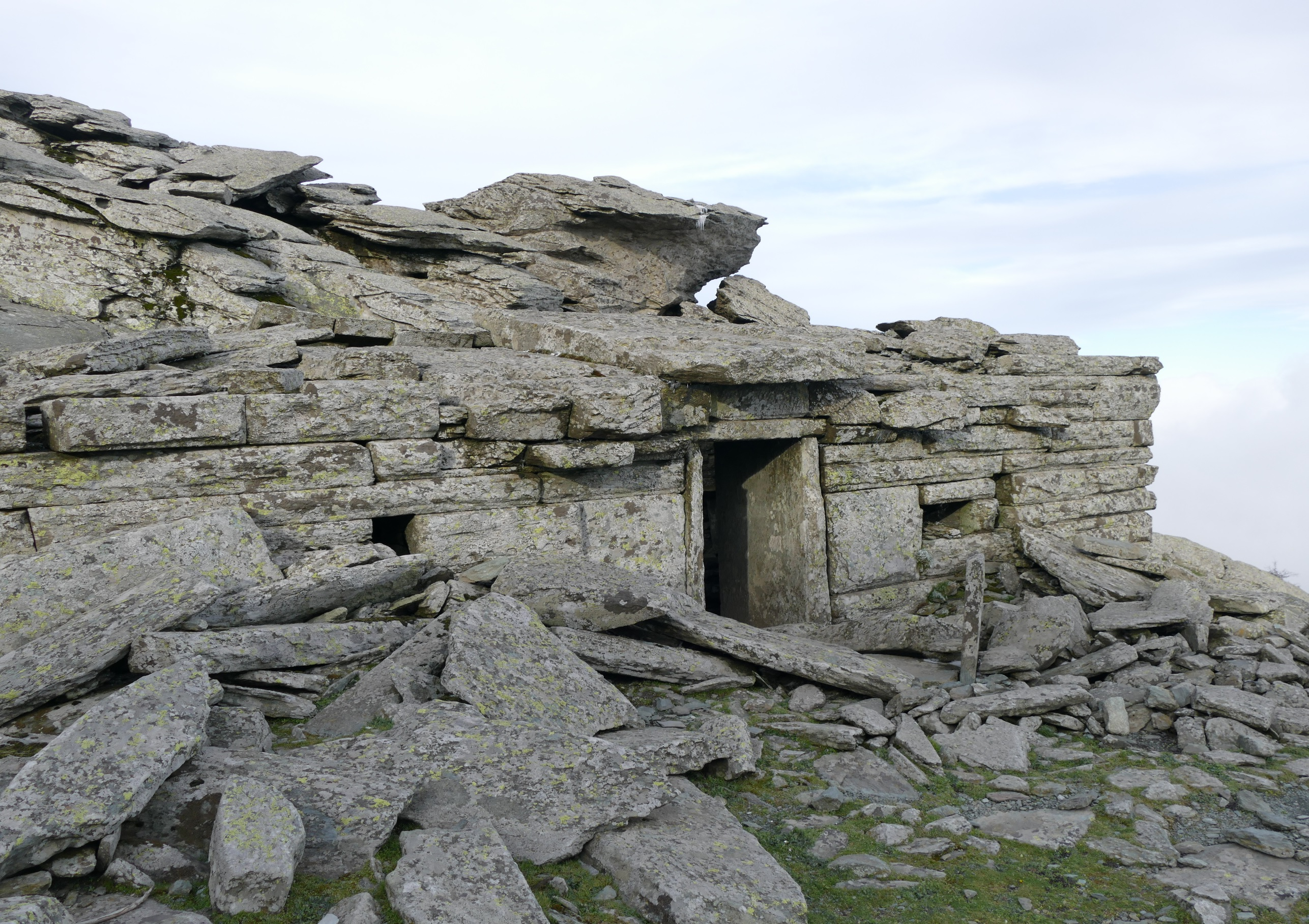
Casa de dragón del monte Oji (vista desde el sur).

Las casas de dragones o "drakóspita" (en griego δρακόσπιτα y δραγκά) son unos veinte edificios de estructura megalítica de planta rectangular y que están en ruinas, en la región de Caristía (o Karystía), que corresponde a los municipios actuales de Kymi-Aliveri y Caristo, al sur de la isla de Eubea, Grecia. Fueron construidas con grandes bloques de piedra unidos sin argamasa, ni mortero de agarre, y con lajas de piedra para los techos. 
La más famosa y mejor conservada de ellas es la Casa del Dragón del monte Oji (Δρακόσπιτο της Όχης), al norte de Caristo. Hay otros edificios notables en Palli-Lakka y en Kapsala. En el folclore local el término «dragones» no solo designa a reptiles monstruosos, sino también a seres con poderes sobrehumanos. 
No hay consenso respecto a la identidad de quienes las construyeron, su uso, su propósito, ni sobre su datación, aunque distintos investigadores las han datado entre los siglos VI y II a. C. Sin embargo, no hay ninguna mención a ellas en las fuentes clásicas. La primera mención es del geólogo, viajero y escritor británico del siglo XVIII John Hawkins. Tras él, la primera descripción detallada es de 1842 hecha por el arqueólogo alemán H.N. Ulrichs.
El clasicista francés Jules Girard visitó Eubea y describió las casas de dragón de Oji, y dio numerosas descripciones de las tres casas de dragón de Palli-Lakka.
El arqueólogo suizo Karl Reber ha catalogado todos los edificios identificados y ha publicado un informe en 2010.

## Galería

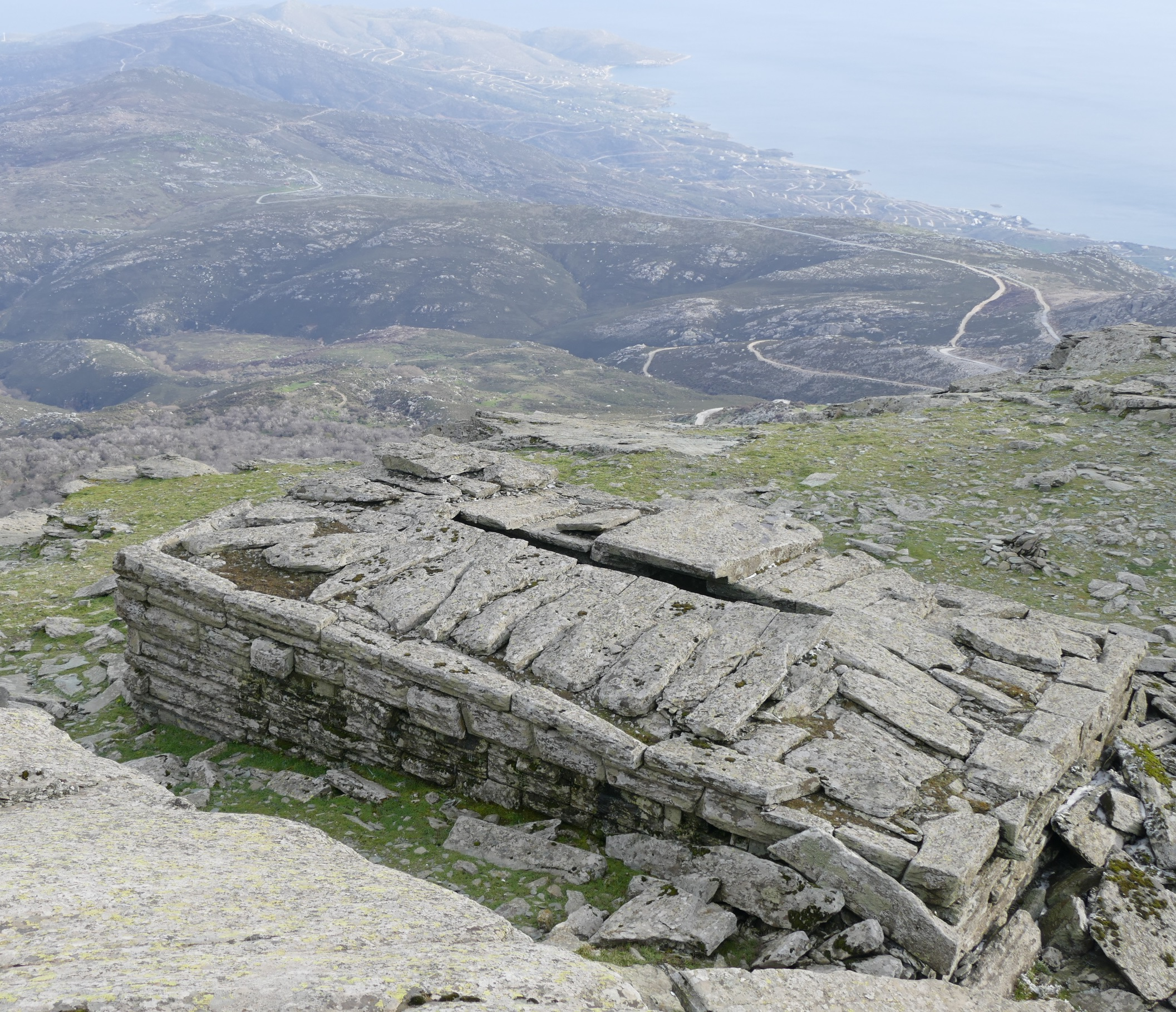
Oji (desde el norte)
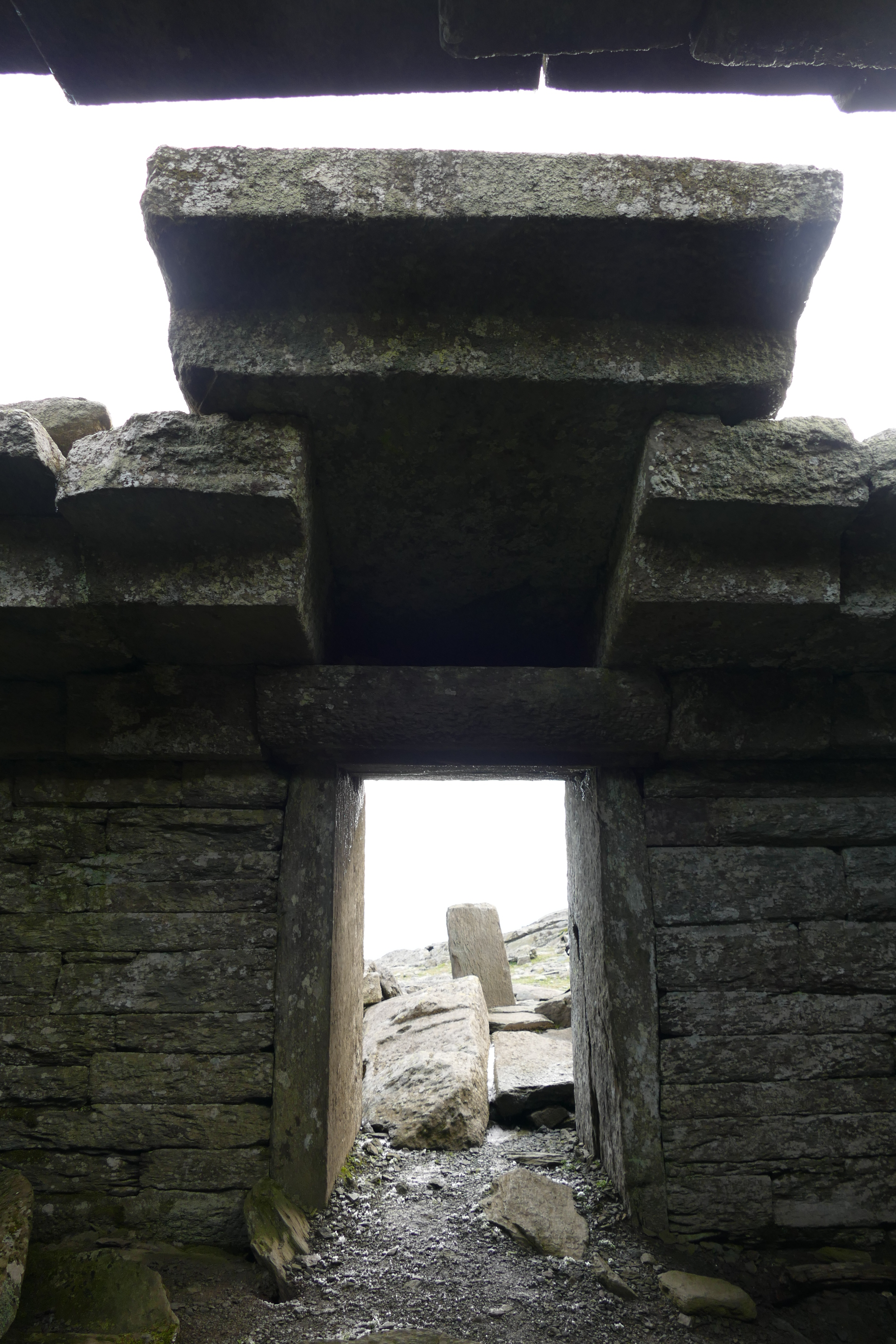
Oji (interior)
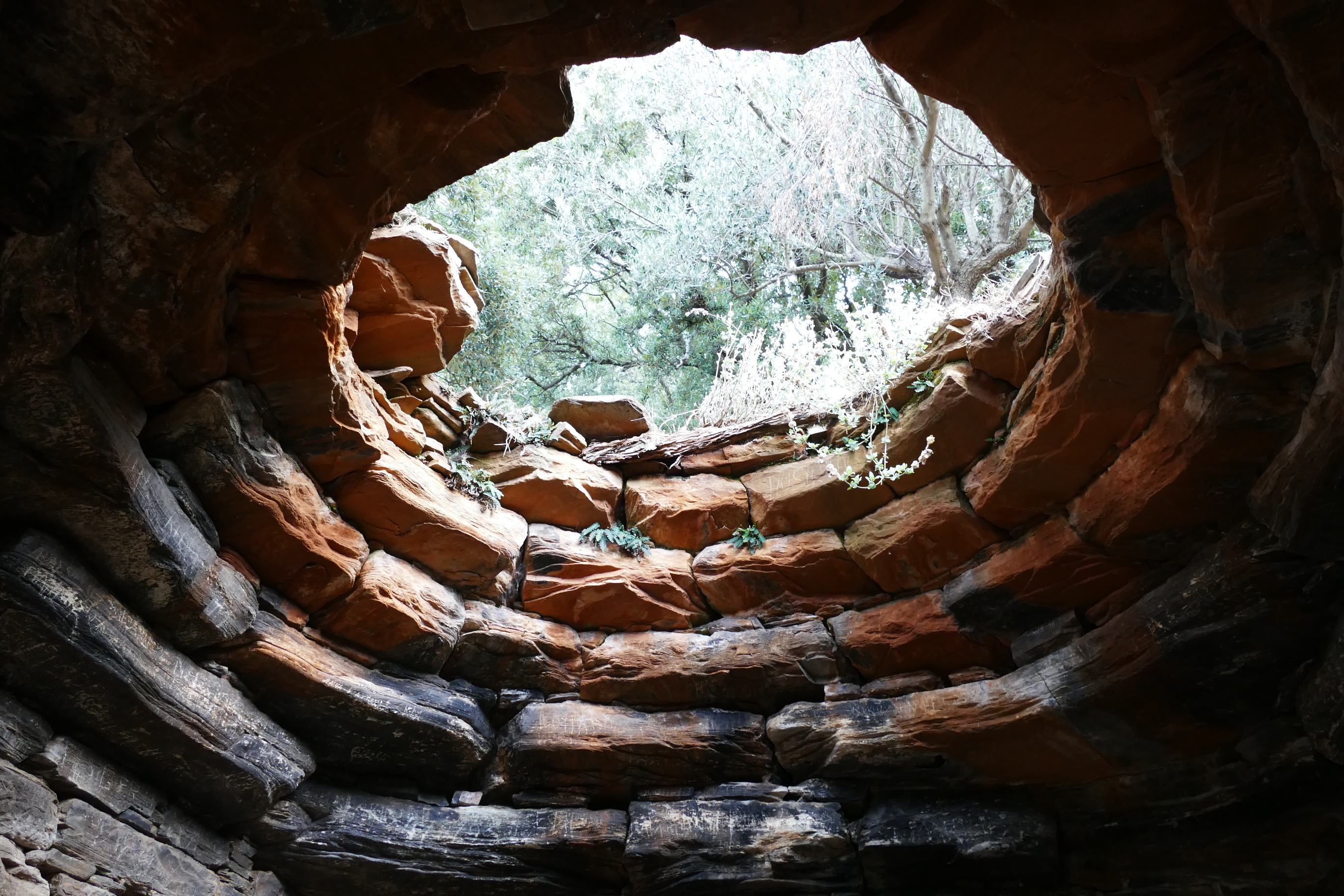
Palli-Lakka (desde el este)
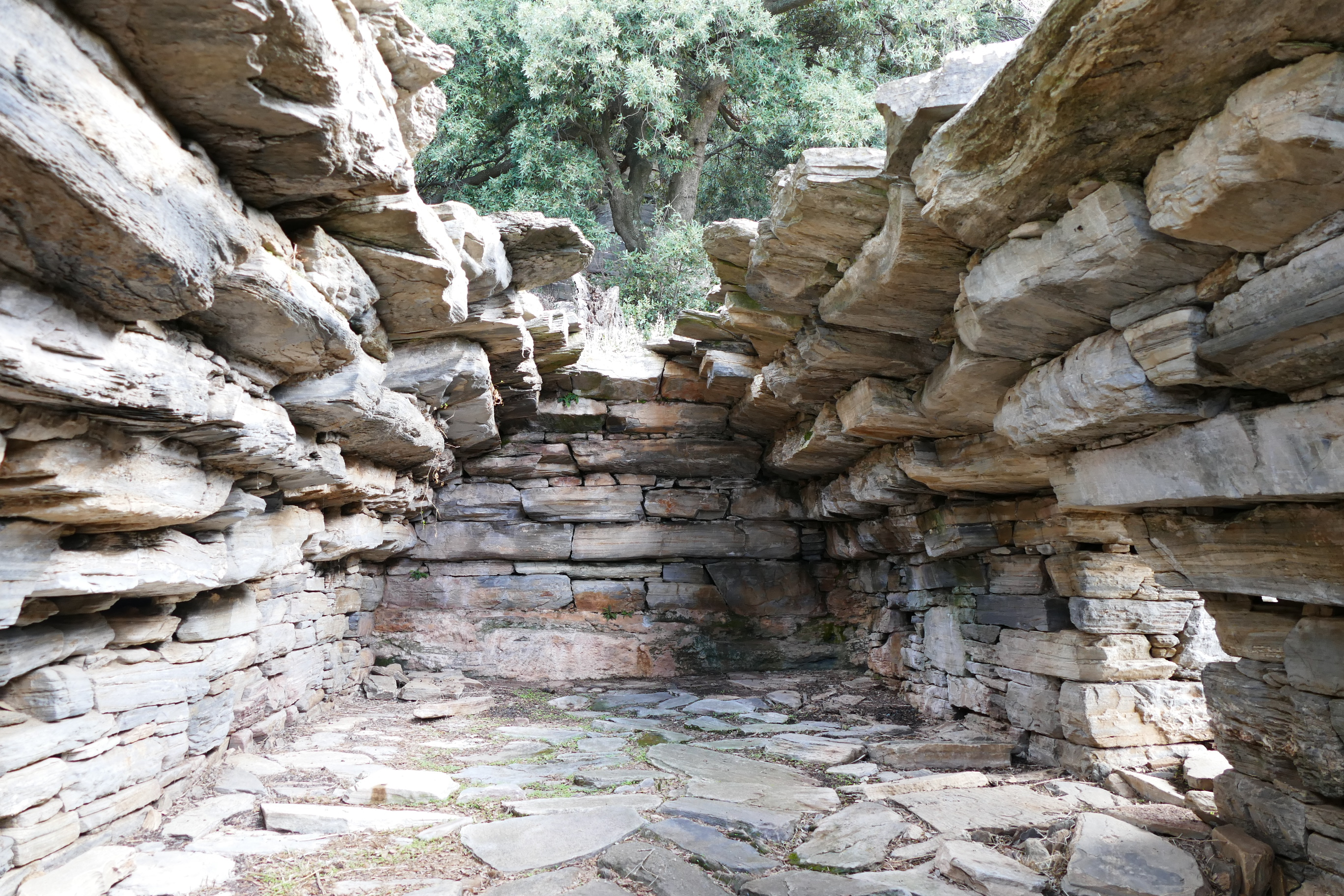
Palli-Lakka (desde el norte)
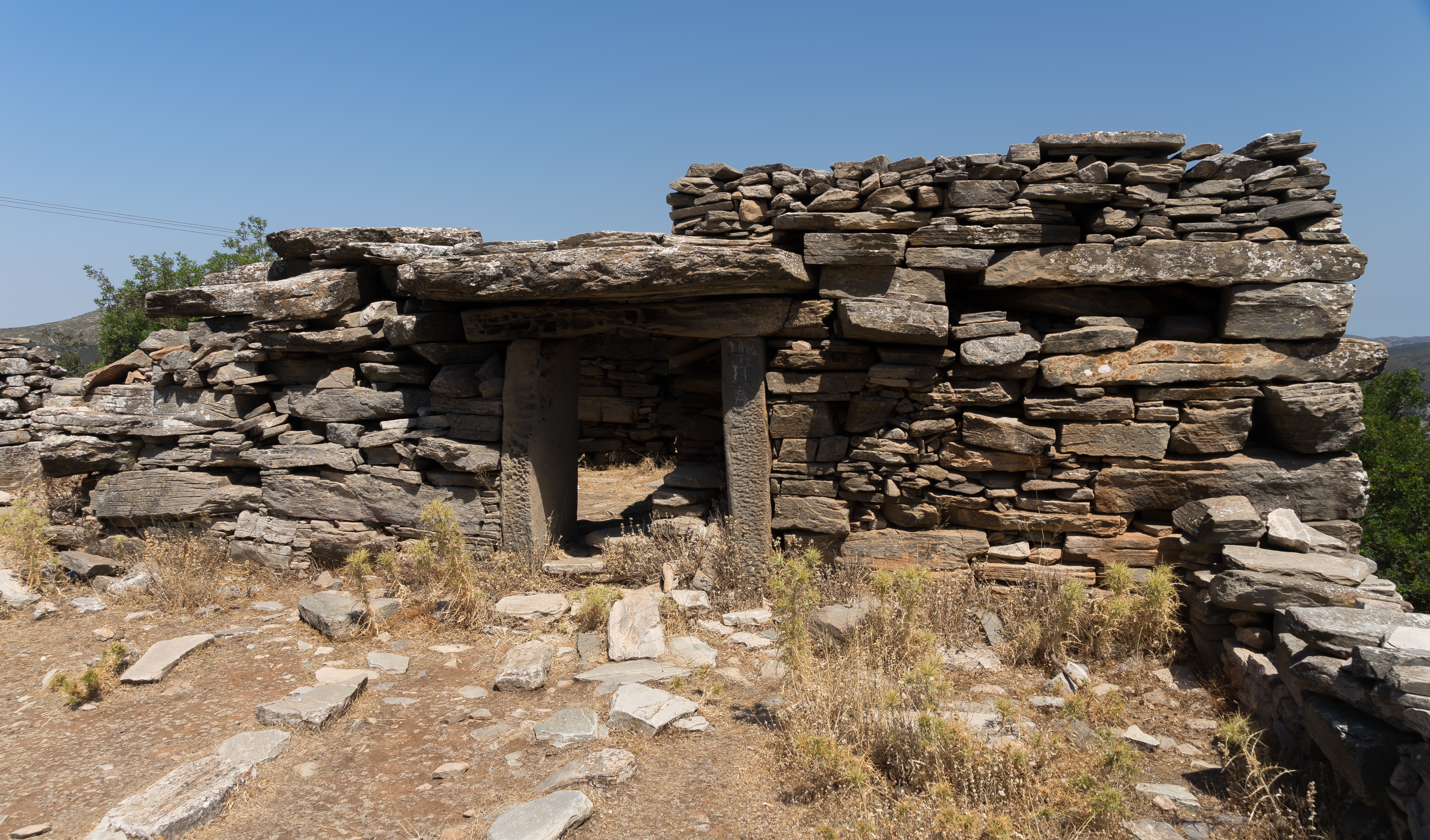
Kapsala